# Patchacan
Patchacan oder Patchakán ist ein Ort im Corozal District in Belize. 2010 hatte der Ort 1374 Einwohner, hauptsächlich Maya.

## Geographie
Der Ort liegt im Norden von Belize. Der Hondo River verläuft wenige Kilometer weiter westlich nach Norden. Dort befindet sich die Grenze nach Mexiko. Das Wasser fließt teilweise über die Four Mile Lagoon ab. Die Küste mit der Bucht von Chetumal liegt acht Kilometer weiter östlich.
Die umliegenden Orte sind Juan Sarabia (Mexiko, N), Chan Chen (NO), Corozal (mit San Antonio und San Andres) (O), Xaibe, Calcutta und San Joaquin (SO), Concepcion (S), San Pedro und Cristo Rey (SW), Allende und Ramonal (Mexiko, W) und Carlos A. Madrazo (Mexiko, NW).

### Verkehr
Patchacan liegt am Corozal Bypass des Philip Goldson Highway. Der Highway führt im Norden zur Grenze von Mexiko und im Süden nach Orange Walk Town.

## Schule
Die Grundschule von Patchacan wird von der katholischen Kirche betrieben.

## Klima
Nach dem Köppen-Geiger-System zeichnet sich Santa Elena durch ein tropisches Klima mit der Kurzbezeichnung Am aus.